# Острожин
Острожин је насељено место у општини Гвозд, на Кордуну, Република Хрватска.

## Историја
Помиње се 1563. године Острожин као град Капитавићев. Пљачкали су га Турци из Сјеничака 1576. године. Када су то поново покушали 1580. године били су спремно дочекани и поражени.
Острожин је за време постојања Војне границе био у саставу Прве банске (банијске) регименте.
Острожински становници су се одазвали почетком 1863. године акцији скупљања прилога за Фонд Српског народног позоришта у Новом Саду. Били су то: Стеван Радовић, Јован Перенчевић и Павле Торбица.
Био је Острожин 1873. године подељен на део који припада православној парохији Кирин (Преображенска црква) и део који припада Стипану (Петровдански храм).
Почетком 20. века српско село Острожин нема ни цркву ни школу. Политичка власт је имала седиште у Вргинмосту, а црквена скупштина у селу Кирину и Стипану. Пошта и брзојав налазили су се у Вргинмосту, а деца су ишла у школу у Кирин или Стипан.
Место 1905. године није имало српску основну школу, јер су се неки мештани томе противили. Када је школа касније отворена у њој је радио учитељ Адам Гравара (1910). Он је тада са мештанином Душаном Трбуховићем претплатник листа "Српско коло". Други разред је ту уведен тек 1927. године. Острожинска школа је одлуком просветних власти од 19. септембра 1933. године понела назив: "Основна школа Огњеслава Утјешеновића у Острожину". Најзнаменитији мештанин Огњеслав Утјешеновић (1817–1890) је био српски песник, политичар и есејиста, који је презимену придодао "Острожински", по родном месту. Потицао је из подофицирске породице,тог граничарског малог места.
Када је извршен попис становништва 1931. године Острожин је место у срезу Вргинмост. Ту живи 1820 становника искључиво православних Срба.

### Други светски рат
У Другом свјетском рату Острожин страдао већ 1941. године. Сва српска велика села на десној обали реке Купе била су од стране усташа спаљена. Није поштеђена ни једна кућа, а изненађени становници тих села, сви они који нису успели побећи, постали су жртве масовног покоља. Од стране непријатеља је побијено 107 Срба, недужних људи, жена и дјеце, 29 мјештана је умрло од тифуса, а 9 су жртве рата, или укупно 190 мртвих. Од 107 жртава фашистичког терора, 20 је одведено и убијено у Јасеновцу, 47 су побијени од усташа 20. априла 1942. године у вријеме хрватске офанзиве на Петрову гору, 6 мјештана је одведено и убијено у логору у Норвешкој, 13 поубијано у шуми Брезје код Ласиње, 21. децембра 1942. године у вријеме хрватске офанзиве на сектор 4. батаљона, а осталих 13 у разним селима на Кордуну. Побијени мјештани били су презимена: Цицо, Данчула, Јањанин, Јањић, Кајганић, Коркут, Минић, Мириловић, Павловић, Перенчевић, Пуља, Радовић, Рајак, Тепшић, Торбица, Тркуља, Утјешеновић и Влашић — сви Срби.Из њемачког заробљеништва вратило се 13 мјештана, а двојица су стријељана од стране партизана због „сарадње са непријатељем“.
Место је дало око 150 партизана, од којих су 49 погинули, а међу преживјелима је било 23 носиоца „Партизанске споменице 1941".

### Распад СФРЈ
Острожин се од распада Југославије до августа 1995. године налазио у Републици Српској Крајини. Многи Срби из овог места су протерани током операције „Олуја”.

## Становништво
На попису становништва 2011. године, Острожин је имао 32 становника.

## Попис 1991.
На попису становништва 1991. године, насељено место Острожин је имало 393 становника, следећег националног састава:
| Попис 1991.‍ | Попис 1991.‍ | Попис 1991.‍ | Попис 1991.‍ | Попис 1991.‍ |
| ----------- | ----------- | ----------- | ----------- | ----------- |
|             |             |             |             |             |
| Срби        | Срби        |             | 373         | 94,91%      |
| Хрвати      | Хрвати      |             | 3           | 0,76%       |
| Југословени | Југословени |             | 2           | 0,50%       |
| Мађари      | Мађари      |             | 1           | 0,25%       |
| непознато   | непознато   |             | 14          | 3,56%       |
| укупно: 393 |             |             |             |             |

### Аустроугарскипопис 1910.
На попису 1910. године насеље Острожин је имало 1.259 становника, следећег националног састава:
- укупно: 1.259
- Срби — 1.257 (99,84%)
- Хрвати — 1 (0,07%)
- остали — 1 (0,07%)

## Познате личности
- Огњеслав Утјешеновић Острожински, песник, публициста и истакнути српски политичар у Хабзбуршкој монархији у 19. веку